# Ladislav Lábus

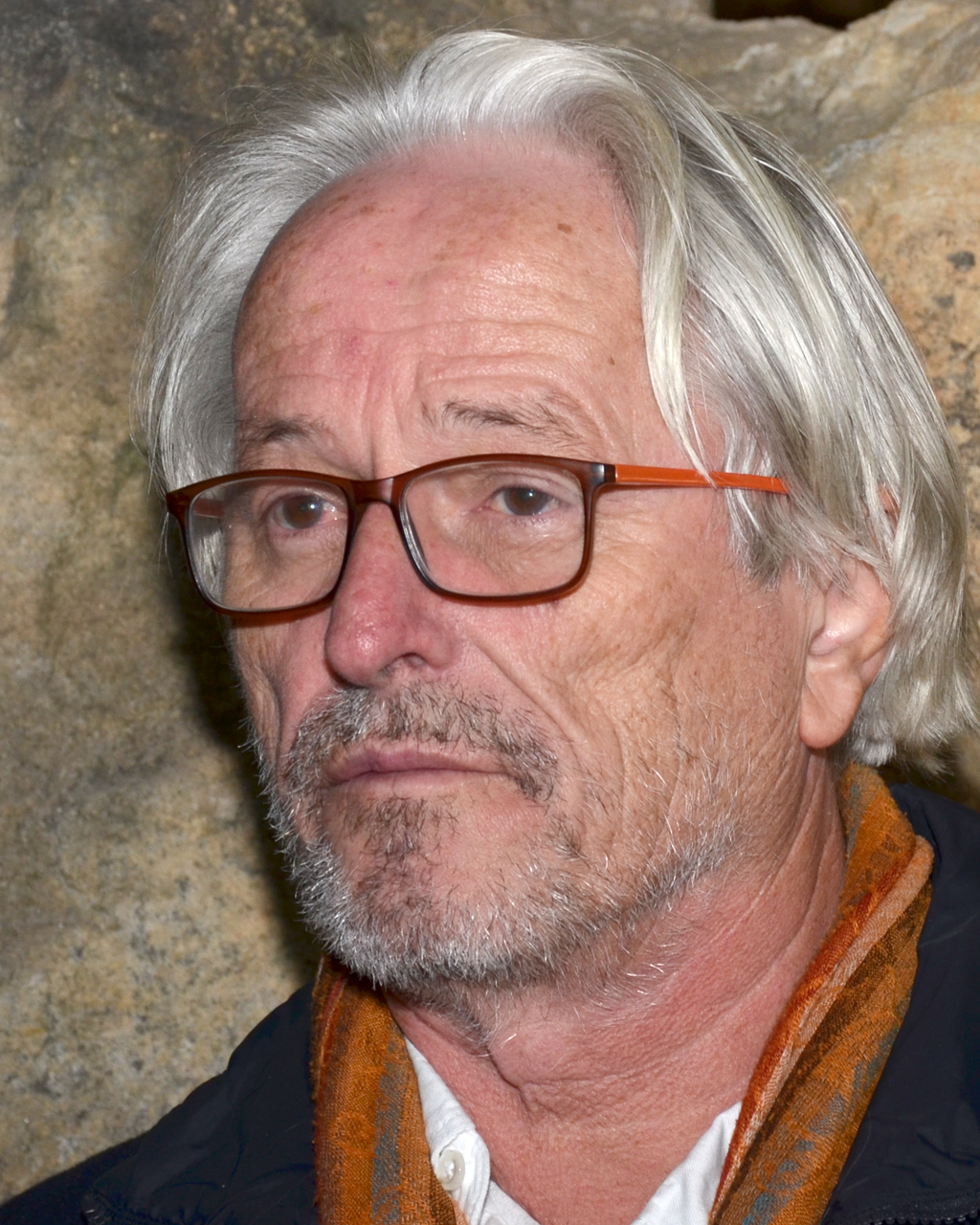
Ladislav Lábus (2018)

Ladislav Lábus (* 21. November 1951 in Prag, Tschechoslowakei) ist ein tschechischer Architekt und Hochschullehrer.                                                              

## Biografie
Ladislav Lábus kam 1951 in Prag in der damaligen Tschechoslowakei als zweites Kind eines Architekts und seiner Frau, einer Krankenpflegerin zur Welt. Sein Bruder Jiří Lábus ist Schauspieler. Er wuchs in der Bělehradská-Straße im Prager Stadtteil Vinohrady auf. Anfang der 1970er Jahre absolvierte er die Fakultät für Bauwesen der Tschechischen Technischen Universität in Prag mit dem Schwerpunkt Architektur. Nach dem Militärdienst arbeitete er im Projektinstitut der Stadt Prag, wo er im Studio Delta tätig war. Dort arbeitete Lábus mit Alena Šrámková zusammen. Ab 1986 war er dort als leitender Designer tätig. Seit 1990 lehrt der Tscheche an der Fakultät für Architektur der Tschechischen Technischen Universität in Prag. Im Jahr 1991 gründete er sein eigenes Büro Lábus. 1993 wurde er zum Leiter des Instituts für Design III an der Fakultät für Architektur der Tschechischen Technischen Universität in Prag ernannt, 1995 wurde er dort als Dozent habilitiert. Im Jahr 2002 wurde er vom Präsidenten der Republik zum Professor an der Fakultät für Architektur der Tschechischen Technischen Universität in Prag ernannt. Seit 2014 ist er der Dekan der gleichen Fakultät. Im selben Jahr erhielt er den Preis des Kulturministeriums für Architektur.